# Robert Gauthiot
Robert Gauthiot, född 1876 och död 1916, var en fransk språkforskare.
Gauthiot blev 1907 adjoint vid Collège de France, bereste 1902 Litauen och 1914 Pamirområdet. Bland hans arbeten märks "Essai de grammaire sogdienne" (2 band, 1914-29) Gauthiot var Antoine Meillets mest främsträdande lärjunge. Han stupade i första världskriget.